# Miłomłyn
Miłomłyn (Duits: Liebemühl) is een stad in het Poolse woiwodschap Ermland-Mazurië, gelegen in de powiat Ostródzki. De oppervlakte bedraagt 12,4 km², het inwonertal 2256 (2005).